# Johan Cruyff
Hendrik Johannes «Johan» Cruijff ( ? i  escolteu-ne la pronunciació en neerlandès), conegut internacionalment com a Johan Cruyff, AFI /ˈjoːɦɑn ˈkrœyf/, (Amsterdam, 25 d'abril de 1947 - Barcelona, 24 de març de 2016), va ser un jugador i entrenador neerlandès, considerat per la FIFA com un dels quatre millors jugadors de futbol del segle xx, amb Pelé, Maradona i Di Stéfano, i el millor jugador europeu de tots els temps. Com a futbolista va guanyar la pilota d'Or tres vegades (1971, 1973, 1974) i va ser un dels màxims exponents de la filosofia del futbol total.
A escala de clubs Cruyff va començar la seva carrera a l'Ajax, on va guanyar vuit Eredivisie i tres Copes d'Europa, entre d'altres títols. El 1973 va fitxar pel FC Barcelona i va ser el jugador més car de la història fins aquell moment; va guanyar la Lliga la primera temporada i va ser nomenat millor jugador europeu de l'any. Després de retirar-se el 1984, Cruyff va passar a ser entrenador de l'Ajax i posteriorment del FC Barcelona, on guanyaria la primera Copa d'Europa de la història de l'equip el 1992, en un partit que marcaria la història del Barça. Va ser nomenat president d'honor del Futbol Club Barcelona el 2010, càrrec al qual va renunciar al cap de pocs mesos, quan va canviar la junta directiva que li havia donat aquest títol honorífic.
Entre el novembre de 2009 i el 2 de gener de 2013 va ser l'entrenador de la selecció de futbol de Catalunya. El seu fill Jordi també va ser jugador de futbol.
Cruyff és considerat per la IFFHS com el millor jugador d'Europa i el segon del segle xx, per darrere de Pelé. També fou escollit, per 30 dels 34 guanyadors de la Pilota d'Or (de 1956 a 1999), com el tercer millor jugador del segle xx, per darrere de Pelé i Maradona.

## Biografia

### Infantesa
"Vaig néixer poc després de la guerra, aprenent a no acceptar qualsevol cosa." 
Hendrik Johannes (Johan) Cruijff va néixer a Amsterdam el 25 d'abril de 1947 en un carrer situat a cinc minuts de l'estadi de l'AFC Ajax, el seu primer equip de futbol. Johan era el segon fill de Hermanus Cornelis Cruijff i Petronella Bernarda Draaijer, una família humil de classe treballadora de la zona est de la ciutat. Cruyff, encoratjat pel seu pare, gran aficionat del futbol, així com per la proximitat a l'estadi De Meer, jugava a futbol amb els companys d'escola i el seu germà gran Henny sempre que podia, i va tenir com a primer ídol futbolístic el prolífic driblador neerlandès Faas Wilkes.
El 1959 el pare de Cruyff va morir com a conseqüència d'un atac de cor. Veient una potencial carrera futbolística com un mitjà de retre homenatge al seu pare, aquesta mort va inspirar la força de voluntat de Cruyff. La seva mare va començar a treballar per a l'AFC Ajax com a netejadora, quan va decidir que ja no podia mantenir la botiga de queviures que regentaven sense el seu marit, cosa que va provocar, en el futur, que Cruyff estigués gairebé obsessionat amb la seguretat financera. També li va provocar una predisposició favorable en relació amb les ajudes monetàries cap als jugadors. Aviat la seva mare va conèixer el seu segon marit, Henk Angel, ajudant de camp de l'Ajax que va tenir una gran influència sobre la vida de Cruyff.

### Jugador de futbol

#### Ajax

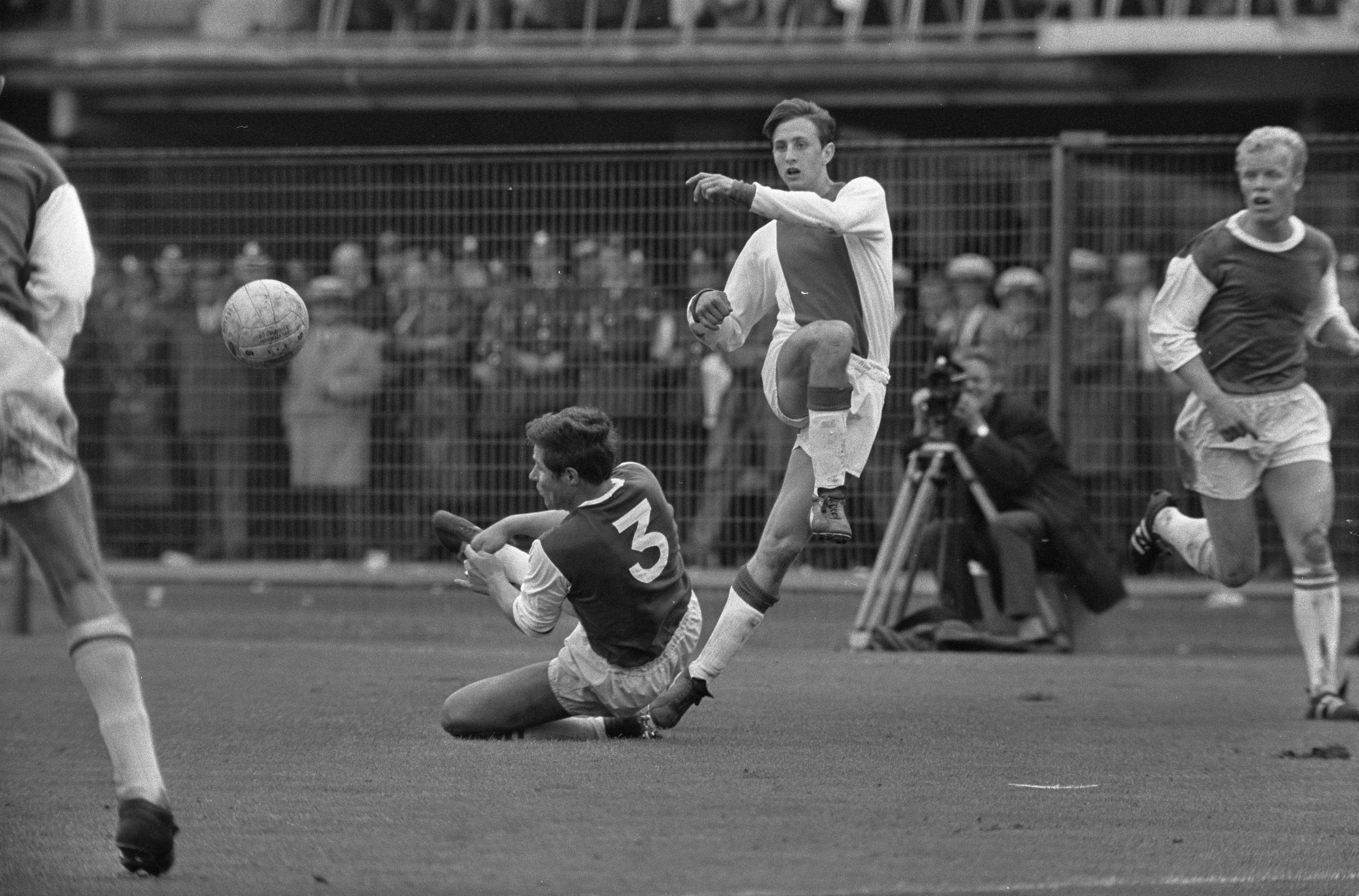
Cruyff va jugar a l'Ajax des del 1957 fins al 1973, i des del 1981 fins al 1983 (la imatge és d'un partit contra el Feyenoord el 1967)

Cruyff va entrar a les categories inferiors de l'Ajax el dia que va fer 10 anys. Allà hi va jugar futbol i beisbol, mostrant talent en el segon com a llançador i com a catcher, abans d'haver de deixar-ne la secció, amb 15 anys, per centrar-se en el futbol. El seu debut amb el primer equip de futbol es va produir el 15 de novembre de 1964, en un partit corresponent a la Lliga neerlandesa contra el GVAV, on Johan va marcar l'únic gol de l'equip en una derrota per 3-1. Aquell any l'Ajax registraria el seu pitjor resultat des de l'establiment de la lliga de futbol professional, quedant en 13a posició de la lliga. Cruyff va començar a destacar la temporada 1965-66, convertint-se en figura habitual de l'onze titular després de marcar dos gols contra l'Door Wilskracht Sterk, a l'estadi olímpic, el 24 d'octubre de 1965, en un partit que acabaria 2–0. En els set partits disputats aquell hivern, el jugador neerlandès marcaria 8 gols, i el març de 1966 va aconseguir el seu primer hat-trick, en un partit de lliga contra el Telstar que va acabar amb victòria per 6–2. Quatre dies més tard, en un partit de copa contra el Veendam que l'Ajax va guanyar 7–0, Cruyff va marcar 4 gols. En total, aquella temporada, Johan va aconseguir marcar 25 gols en 23 partits, ajudant a l'Ajax a guanyar el campionat de lliga.
La temporada 1966-67 l'Ajax va tornar a guanyar la lliga, a més d'adjudicar-se la KNVB Cup, cosa que va significar el primer "doblet" de Cruyff. El jugador d'Amsterdam va acabar aquella temporada liderant la taula de màxims golejadors de l'Eredivisie amb 33 gols. Cruyff va guanyar la lliga per tercera vegada consecutiva la temporada 1967-68, aconseguint, a més, el títol de jugador neerlandès de l'any per segona vegada consecutiva, fita que repetiria l'any 1969. El 28 de maig de 1969 Cruyff va disputar la seva primera final de la Copa d'Europa, contra l'AC Milan, en un partit en què els italians s'acabarien imposant per 4–1.

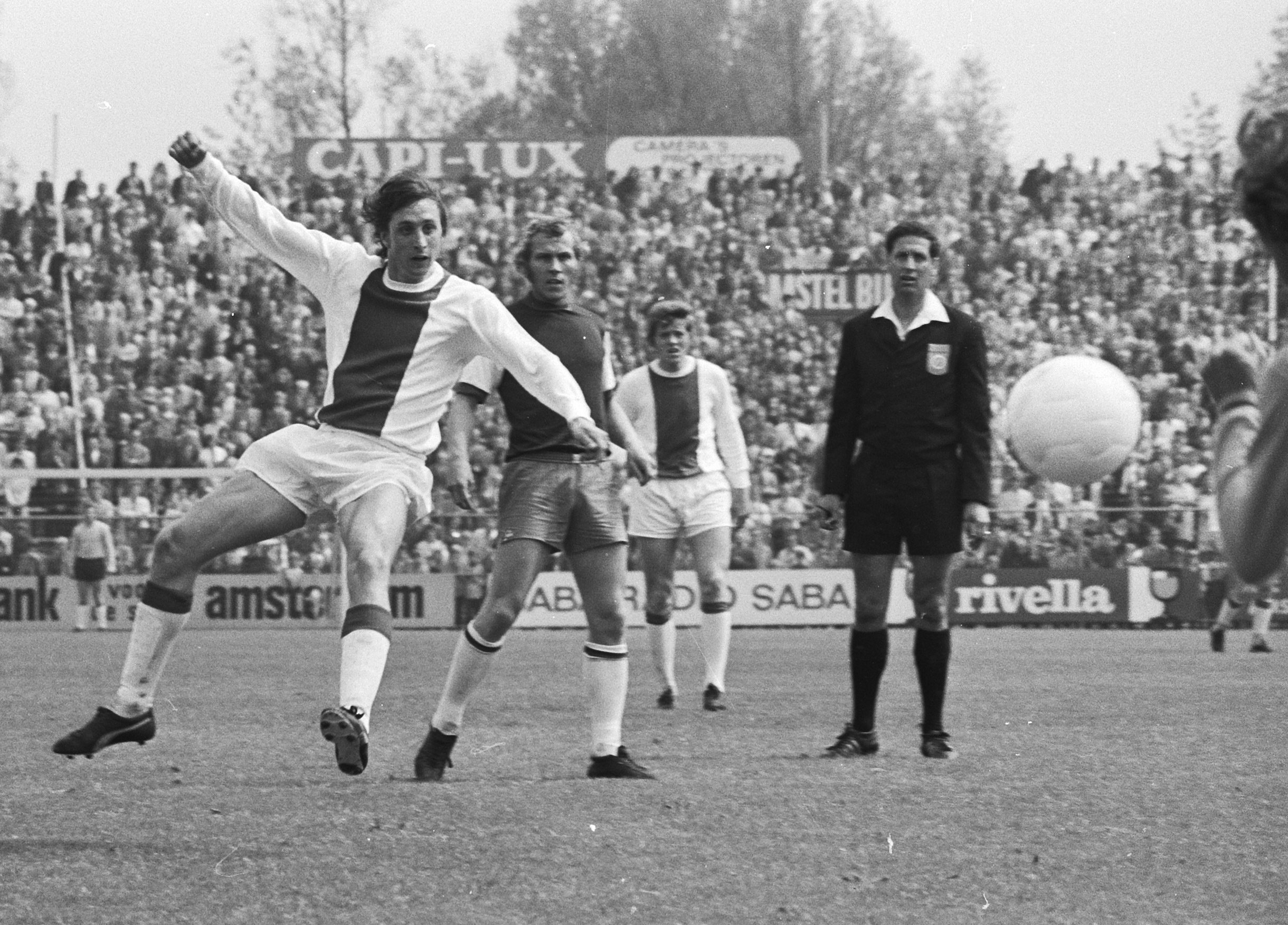
Cruyff jugant amb l'Ajax el 1971

La temporada 1969-70 Cruyff va aconseguir el seu segon "doblet"; a principis de la temporada següent, això no obstant, el jugador d'Amsterdam va patir una lesió de llarga duració a l'engonal. La seva reaparició es va produir el 30 d'octubre de 1970 en un partit contra el PSV. En aquell partit, però, no va lluir l'habitual número 9, que aleshores pertanyia a Gerrie Mühren, sinó el número 14. L'Ajax es va imposar per 1–0. Tot i que en aquella època era habitual que els jugadors que partien d'inici en un partit lluïssin els números de l'1 a l'11, des d'aquell moment el número de Cruyff passà a ser el 14, fins i tot amb la selecció dels Països Baixos. Es va fer un documental sobre Cruyff, Nummer 14 Johan Cruyff i als Països Baixos hi ha una revista, de Voetbal International, anomenada Nummer 14 (Número 14).
"Els miracles de Johan Cruyff a l'Ajax foren molts. Ell i el seu entrenador, Rinus Michels (una espècia de Joan Baptista), van elevar l'Ajax des de l'obscuritat. Encara més important, van inventar una nova manera de jugar [a futbol]. Cruyff va esdevenir el més gran exponent i professor del 'totaalvoetbal' [Futbol Total]. La seva visió del moviment perfecte i l'harmonia al camp de joc tenia les seves arrels en el mateix ordre sublim de l'espai que es veuen en les pintures de Vermeer o en el pintor d'esglésies Pieter Jansz Saenredam. Era la música de les esferes sobre la gespa." 
En un partit de lliga contra l'AZ '67, disputat el 29 de novembre de 1970, Cruyff va marcar 6 gols en la victòria dels d'Amsterdam per 8-1. Després d'aconseguir la victòria en un replay de la final de la copa KNVB contra l'Sparta Rotterdam, per 2-1, l'Ajax va aconseguir la Copa d'Europa per primera vegada. El 2 de juny de 1971, a Londres, l'equip neerlandès va derrotar el Panathinaikos FC per 2–0. Posteriorment signaria un nou contracte amb l'Ajax, que el vinculava amb l'entitat durant set anys més. Al final de la temporada, no només va rebre el trofeu al millor neerlandès de l'any, sinó també el de millor jugador europeu de 1971.
El 1972 l'Ajax va guanyar una nova Copa d'Europa després de derrotar a l'Inter de Milà per 2–0 a la final, on Cruyff va marcar els dos gols. Aquesta fita va portar a la premsa neerlandesa a anunciar la derrota de l'estil defensiu del futbol italià davant del futbol total. Soccer: The Ultimate Encyclopaedia diu: "Sense ajuda, Cruyff no només va prendre a l'Inter d'Itàlia la final de la Copa d'Europa, sinó que a més va marcar els dos gols en una victòria per 2-0 de l'Ajax." Cruyff també va marcar en una victòria per 3-2 contra l'ADO Den Haag en la final de la copa KNVB. I en lliga, Cruyff va tornar a ser el màxim golejador, aquest cop amb 25 gols, ajudant a l'Ajax a tornar a proclamar-se campió de la competició. A més, l'equip neerlandès va aconseguir adjudicar-se la Copa Intercontinental, derrotant a l'argentí Club Atlético Independiente, amb qui van empatar 1-1 el primer partit, per després vèncer per 3-0, així com la Supercopa d'Europa, on van derrotar el Rangers FC 1-3 a Glasgow i 3-2 a Amsterdam. L'únic gol en pròpia porteria de Cruyff va arribar el 20 d'agost de 1972, en un partit contra l'FC Amsterdam. Una setmana després, contra el Go Ahead Eagles, en un partit que acabaria en victòria per 6–0, Cruyff va marcar 4 gols per l'Ajax. La temporada 1972-73 va acabar amb la victòria en una nova edició de la lliga neerlandesa, així com amb la tercera Copa d'Europa consecutiva, gràcies a la victòria per 1-0 contra la Juventus FC en la final. Sobre aquest partit, Encyclopedia diu que Cruyff "va insipirar un dels millors 20 minuts de futbol mai vistos."

#### FC Barcelona

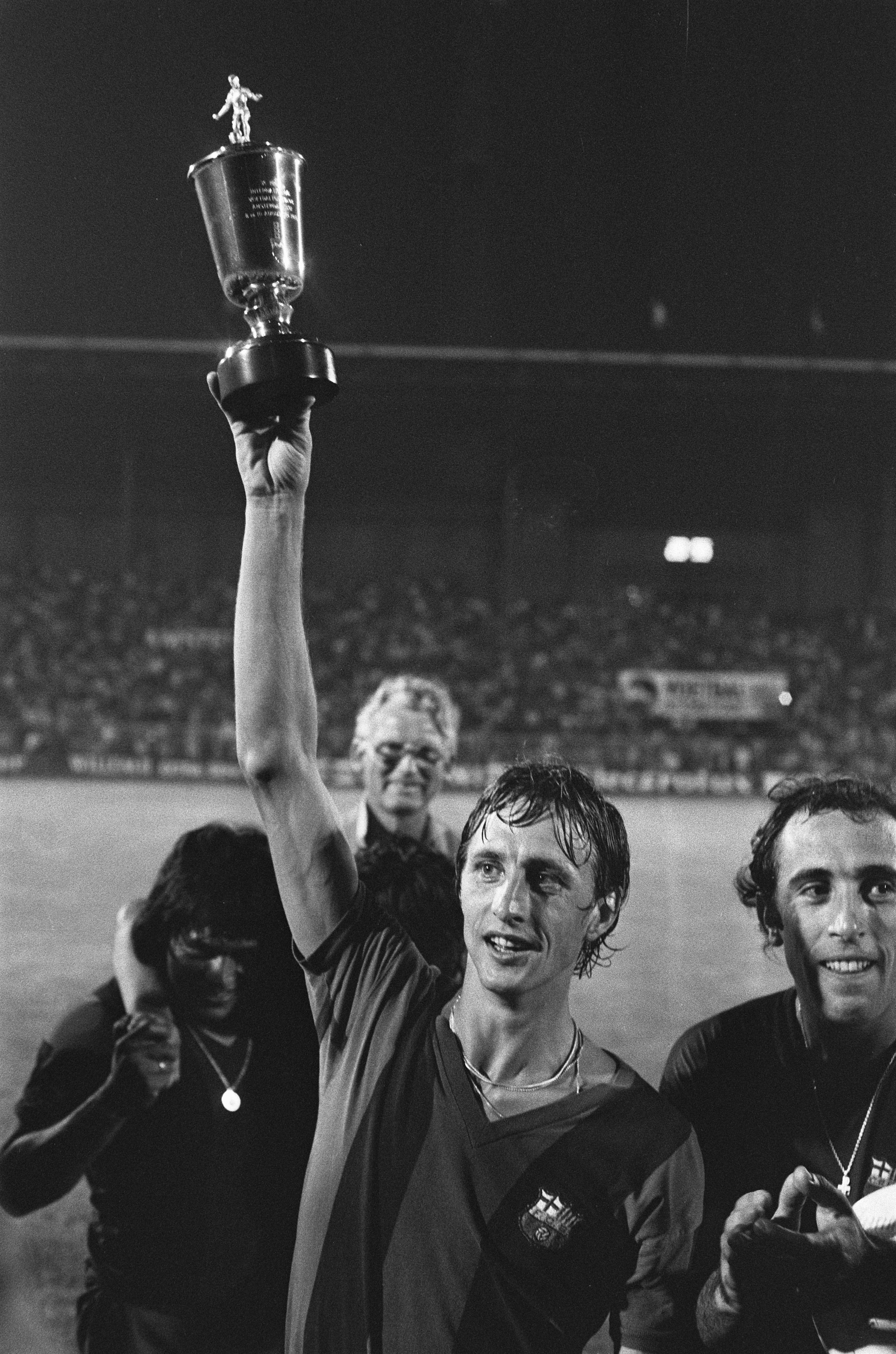
Cruyff va jugar al Barça entre 1973 i 1978

Cruyff va rebutjar furiós l'acord de l'Ajax per vendre'l al Reial Madrid a esquena seva i va impulsar un trasllat de 1973 al Futbol Club Barcelona per 6 milions de florins (aprox. 2 milions de dòlars del 1973), en el qual va ser el traspàs més car de la història del futbol fins aleshores. El 19 d'agost de 1973 va disputar el seu darrer partit amb l'Ajax, en la victòria contra el FC Amsterdam per 6–1, corresponent a la segona jornada de la temporada 1973-74.
A Barcelona Cruyff es va retrobar amb Michels, que va ser el seu entrenador a l'Ajax des de principis de 1965 fins a mitjans de 1971. Els catalans van haver d'esperar molt l'arribada de Cruyff. Primer, la Associació Espanyola de Futbol no permetia els estrangers i, després, la KNVB no cooperava, perquè Cruyff va ser contractat un cop finalitzat el període de transferència. Inicialment, Cruyff només podia jugar partits amistosos amb el Barça i va debutar contra el Cercle Bruges (6-0) el 5 de setembre de 1973. Els ingressos dels partits amistosos van ser tals que el Barça, fins i tot abans que Cruyff tingui dret a jugar a la lliga espanyola, va recuperar completament l'import de la transferència de Cruyff, segons afirma el KNVB. Com a resultat, Johan Cruyff va poder debutar oficialment al Barça en el partit a casa contra el Granada CF el 28 d'octubre de 1973. Mentrestant, la temporada ja portava disputades set jornades i el Barça es trobava, després de dues victòries, dos empats i tres derrotes, al final de la taula de lliga. L'equip, a més, ja havia estat eliminat de la Copa de la UEFA pel Niça. Cruyff va marcar dos gols contra el Granada, que van resultar en una victòria per 4-0. Amb l'neerlandès a l'equip, el club va romandre invicte durant 25 partits seguits (dinou victòries i sis empats).
Quan la seva dona estava embarassada del seu fill Jordi i havia de vèncer el dia del partit fora del partit contra el rival de Madrid, la parella va acordar avançar el lliurament una setmana mitjançant una cesària. Cruyff va guanyar-se molts aficionats quan va posar un nom català al seu fill que estava prohibit pel règim franquista, però no van poder impedir que el registrés amb aquest nom atès que havia nascut als Països Baixos. Va derrotar el Reial Madrid per 0-5 a l'Estadi Santiago Bernabéu. El règim només coneixia una Espanya, inclosa la regió de Catalunya; no es permetien els símbols catalans. El FC Barcelona va ser un dels pocs símbols visibles de la identitat catalana, per tant, la victòria sobre el Reial Madrid es va celebrar com una victòria contra Espanya, amb una gran festa a la Plaça de Catalunya. A falta de cinc partits abans d'acabar la competició, va segellar el campionat: després de catorze anys, el Barça aconseguia finalment el títol de lliga. Cruyff va marcar setze gols (un gol menys que el màxim golejador del club Marcial) i va contribuir fonamentalment a aquest campionat. Aquest es va convertir en el nombre més alt de gols que marcaria en una temporada a Espanya, xifra que es va mantenir lluny dels 33 en la seva millor temporada a l'Ajax. Milers d'aficionats del Barça, que havien vist el partit a la televisió, van sortir de casa seva per afegir-se a la gentada que celebrava la victòria als carrers de Barcelona. Un periodista del New York Times va escriure que Cruyff havia fet més per l'esperit del poble català en 90 minuts que molts polítics en tants anys de lluita. L'historiador del futbol Jimmy Burns va dir que "amb Cruyff, l'equip tenia la sensació que no podia perdre". Els va donar velocitat, flexibilitat i sentit d'ells mateixos. El 1974 Cruyff va tornar a ser coronat com al millor futbolista europeu de l'any.
"Hi ha hagut 4 reis del futbol: Di Stéfano, Pelé, Cruyff i Maradona." 
En el període en què Cruyff va estar al Barça, el jugador neerlandès va marcar un dels seus gols més famosos, El gol 'impossible'. En un partit contra l'Atlètic de Madrid, Cruyff va saltar enlaire, va girar el cos, quedant d'esquena a porteria, i va rematar una centrada a gol amb el seu taló dret (la pilota es trobava a l'alçada del coll i ja havia passat de llarg la porteria quan Cruyff hi va impactar). El gol va ser reviscut en un documental anomenat En un momento dado, en el qual diversos aficionats intentaven recrear aquell moment. Aquest gol ha estat anomenat el gol impossible de Cruyff. El 1978 el Barça va derrotar a la UD Las Palmas per 3–1 en la final de la Copa del Rei, proclamant-se campió de la competició.
El 1975 Cruyff va disputar dos partits amb el Paris Saint-Germain durant el torneig de París. El jugador neerlandès ho va acceptar perquè era un gran aficional del dissenyador francès Daniel Hechter, que aleshores era president del club.

#### Darrers anys

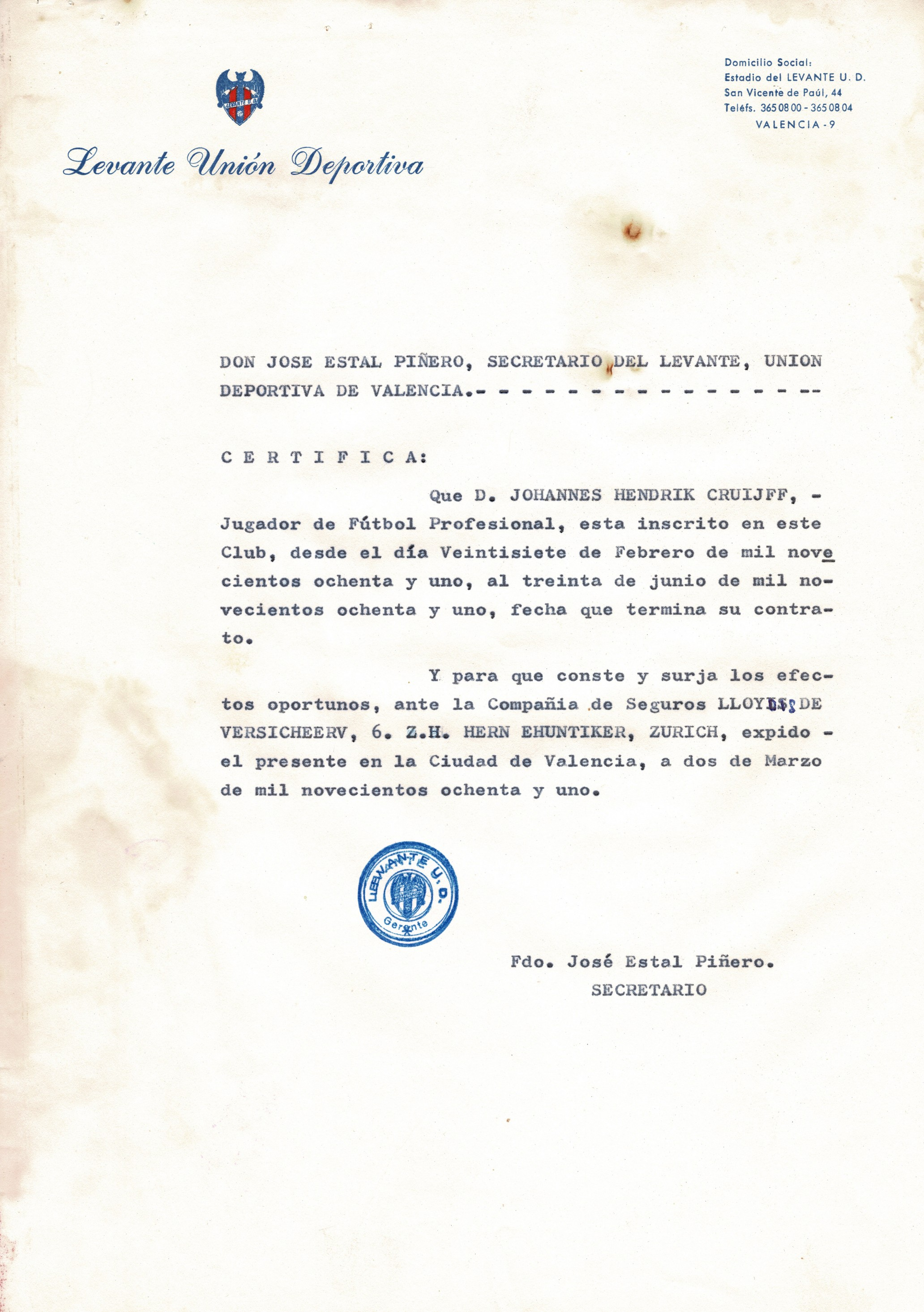
Document del Llevant Unió Esportiva certificant el fitxatge de Cruyff el 1981.

Amb 32 anys, Cruyff va firmar un contracte molt lucratiu amb els Los Angeles Aztecs de la North American Soccer League (NASL). Abans, no obstant, s'havia especulat amb la possibilitat que fitxés pels New York Cosmos, tot i que l'acord no es va materialitzar; tot i així, si que va disputar diversos partits d'exhibició amb els Cosmos. Als Aztecs només hi va passar una temporada, temps suficient per ser votat com el millor jugador de l'any de la NASL. La temporada següent va marxar als Washington Diplomats. Allí hi va jugar durant tot l'any 1980, fins i tot tenint en compte que l'equip va patir una greu crisi econòmica. El maig de 1981 el jugador neerlandès va disputar un torneig amb el Milan italià, però es va lesionar. Per aquest motiu, Cruyff es va perdre la primera part de la temporada de la 1981, fet que va acabar provocant la seva renúncia a seguir amb el Washington. A més, Cruyff tampoc es mostrava favorable a jugar en superfícies de gespa artíficial, escensari habitual en la majoria dels camps de la NASL en aquella època.
El gener de 1981, Cruyff també va jugar amistosos amb l'FC Dordrecht. Aquell mateix mes, l'entrenador del Leicester City Jock Wallace va intentar contractar al jugador neerlandès. Tot i que les negociacions es van allargar tres setmanes, en les quals Cruyff es va mostrar disposat a marxar al futbol anglès, l'acord no es va poder tancar perquè Johan va decidir fitxar pel Llevant, aleshores a la segona divisió. Cruyff va debutar el març de 1981 amb l'equip granota. Tot i així, diverses lesions i desacords amb la directiva del club van provocar que només disputés 10 partits de lliga, on va marcar 2 gols. Com que l'equip valencià no va poder aconseguir l'ascens, el contracte entre Cruyff i el Llevant va ser rescindit.

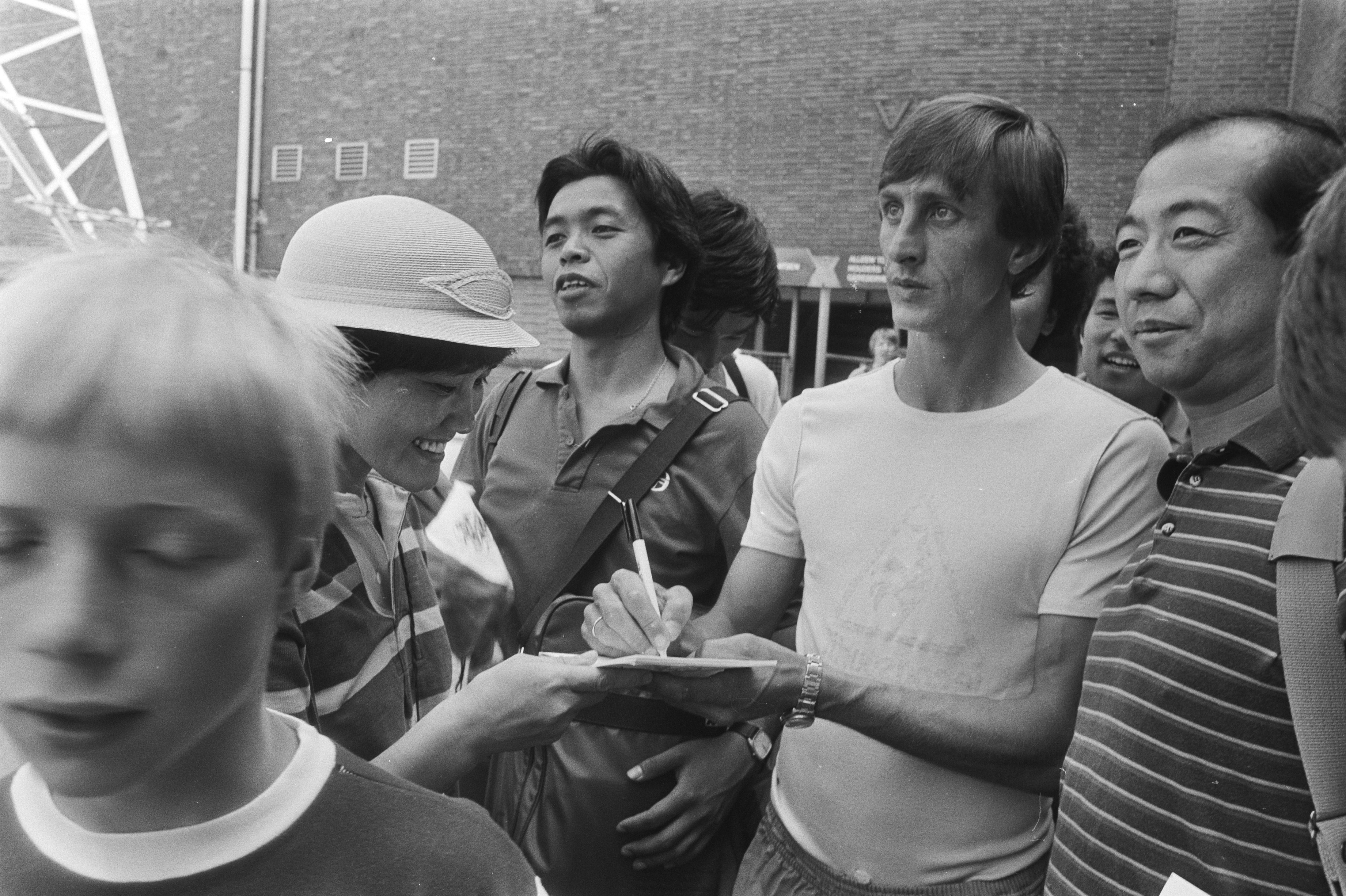
Johan Cruyff envoltat d'aficionats japonesos el 1982

Des del 30 de novembre de 1980, Johan Cruyff formava part de l'equip tècnic de l'Ajax, amb el títol d'ajudant tècnic de l'entrenador Leo Beenhakker. Finalment, i després d'acabar la seva etapa al Llevant, el desembre de 1981 Cruyff va signar un nou contracte per jugar amb l'equip d'Amsterdam. Cruyff va passar dues temporades en el qual havia estat el seu primer equip, les corresponents als anys 1981-82 i 1982-83. En aquell període, el jugador neerlandès va tornar a proclamar-se campió de la lliga, en les dues temporades, a més de sumar una nova copa neerlandesa, l'any 1983. A més, el 1982 va marcar un gol que ha passat a la història, imitant el què havia fet Rik Coppens 25 anys abans. En un llançament de penalt, en comptes de xutar a porteria va passar la pilota cap a un costat, on venia corrent el seu company a l'Ajax Jesper Olsen, que li va tornar la pilota perquè Cruyff marqués a plaer, ja que Otto Versfeld, porter del Helmond Sport, s'havia llançat a terra.

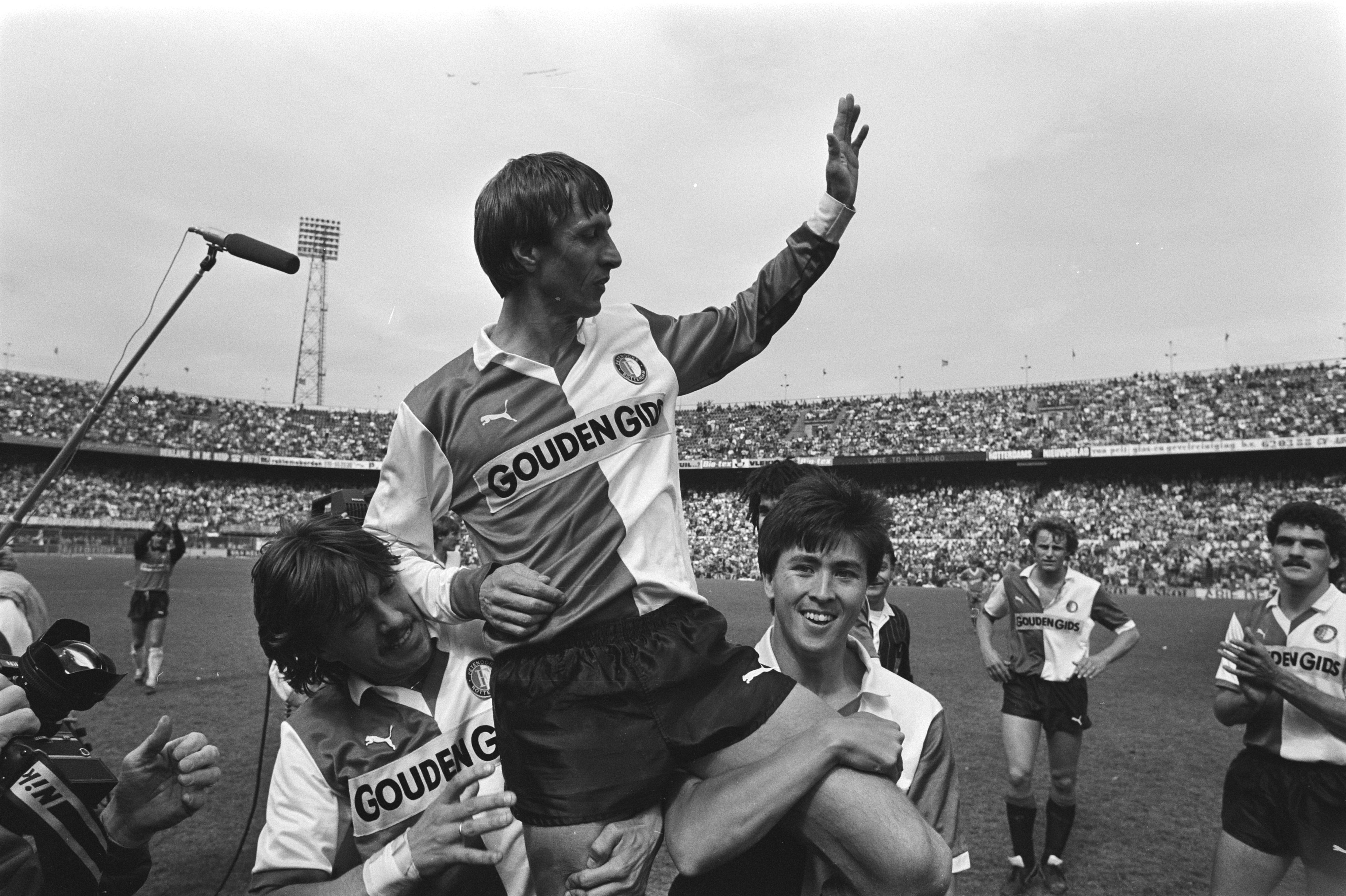
Comiat de Cruyff al Feyenoord

Quan va acabar la temporada 1982-83, l'Ajax va decidir no renovar el contracte a Cruyff. Aquest moviment va enutjar a l'estrella neerlandesa, que va decidir fitxar pel màxim rival de l'equip d'Amsterdam, el Feyenoord. Aquesta temporada va ser molt reeixida tant per Cruyff com per l'equip de Rotterdam, que va aconseguir guanyar l'Eredivisie per primera vegada en la dècada precedent, així com la copa KNVB. L'èxit de l'equip va venir motivat, principalment, per la qualitat de Cruyff, Ruud Gullit i Peter Houtman. Tot i la seva relativa edat avançada, Cruyff només es va perdre un partit de lliga. Gràcies al seu nivell, va ser escollit com el millor jugador neerlandès de la temporada, èxit que aconseguia per cinquena vegada en la seva carrera. Tot i així, en acabar la temporada Johan Cruyff va anunciar la seva retirada. El seu darrer partit a la Eredivisie es va produir el 13 de maig de 1984, en el qual va marcar un gol. Cruyff va disputar el seu últim partit com a jugador de futbol a l'Aràbia Saudita, contra l'Al-Ahli SC Jeddah, ajudant al Feyenoord a remuntar el resultat amb un gol i una assistència.

#### Selecció holandesa

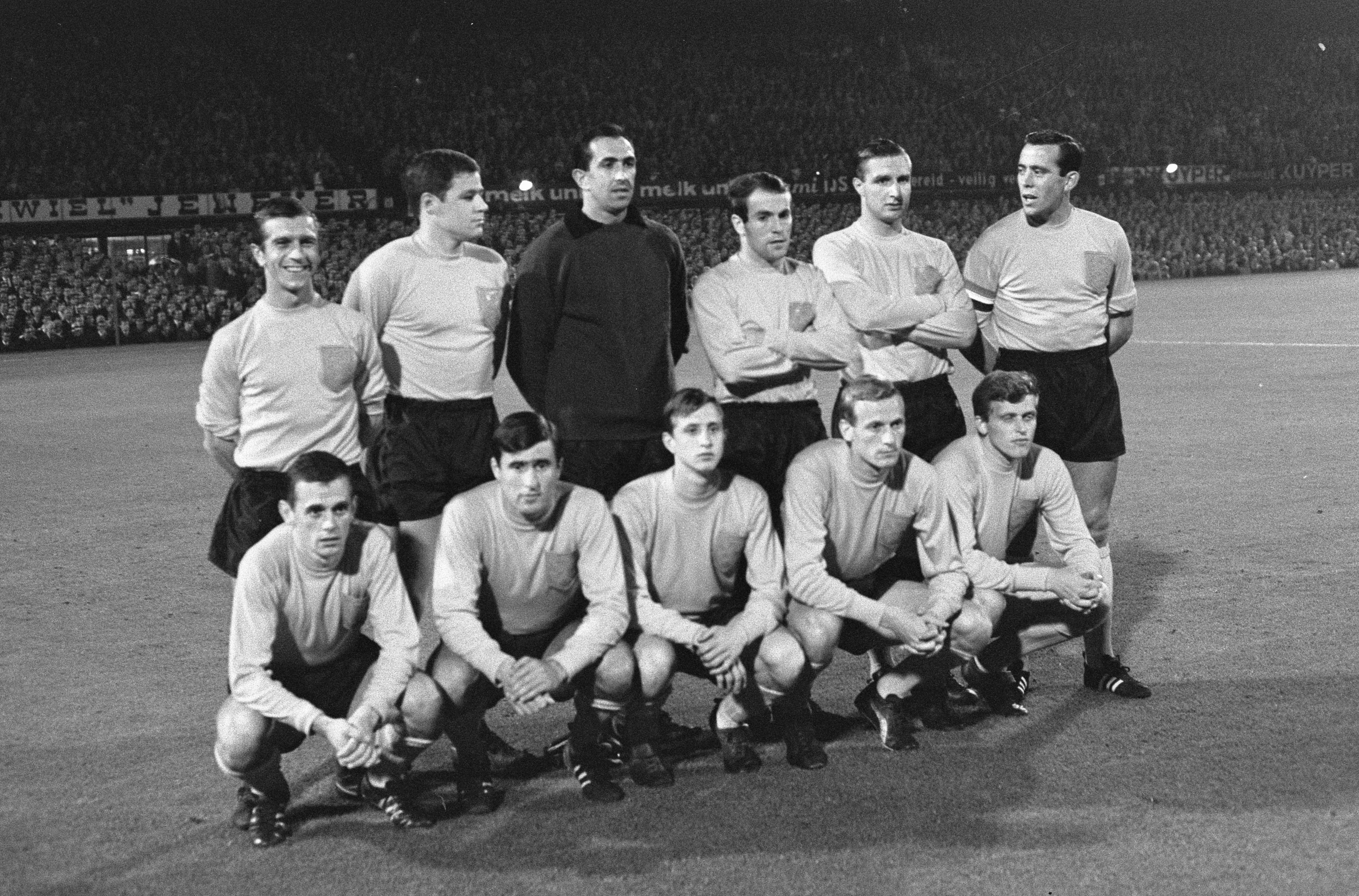
Debut de Cruyff amb la selecció holandesa el 1966.

Cruyff va debutar a la selecció holandesa el 7 de setembre de 1966 a l'edat de dinou anys durant el partit de classificació per al Eurocopa de 1968 contra Hongria. L'atacant va marcar el segon gol de l'Orange, que va acabar l'enfrontament amb un empat de 2-2. Mig any abans, el 9 de febrer de 1966, Cruyff ja va fer la seva aparició no oficial per a la selecció holandesa en un partit d'entrenaments contra el Racing d'Estrasburg. En aquest partit, Cruyff va fer un hat-trick i els holandesos van guanyar per 7-0. En el seu segon partit internacional, el 6 de novembre de 1966 contra Txecoslovàquia, Cruyff va ser expulsat, sent el primer internacional neerlandès a ser expulsat del camp. Es va dir que Cruyff va colpejar l'àrbitre Glöckner a la cara, tot i que el jugador ho va discutir. Després de l'incident, la KNVB va decidir excloure Cruyff del futbol internacional durant un any, però sota la pressió dels mitjans de comunicació, l'atacant va ser cridat de nou després de vuit mesos per al partit de classificació per al Campionat d'Europa contra la RDA. Va aconseguir animar el seu retorn als dos minuts amb un gol, que també va determinar immediatament el marcador final. Va ajudar a transformar el llavors modest equip en una potència mundial. Però això encara trigaria a passar: el país no es va classificar per a la fase final de l'Eurocopa de 1968 ni per a la de 1972, i el mateix per a la Copa del Món de 1970, les eliminatòries de les quals van tenir lloc en un període en què encara no s'havia establert la Orange, que va perdre el seu lloc davant Bulgària.
Cruyff va conduir els Països Baixos al subcampionat a la Copa del Món de 1974 i va ser nomenat jugador del torneig. Gràcies al domini del seu equip sobre el futbol total, van avançar fins a la final, eliminant Argentina (4-0), Alemanya Oriental (2-0) i Brasil (2-0) pel camí. Cruyff va marcar dos cops contra l'Argentina en una de les actuacions més dominants del seu equip, després va marcar el segon gol contra el Brasil per eliminar els vigents campions.

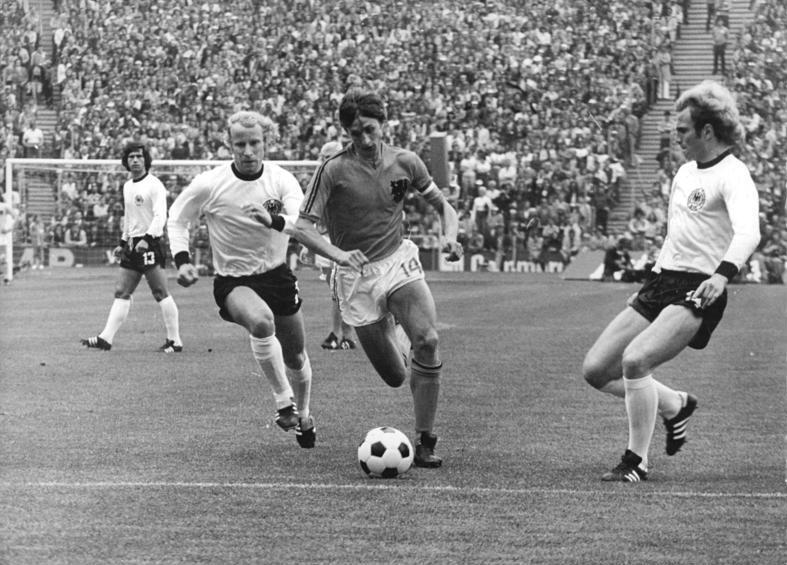
Cruyff entrant a l'àrea a la final de la Copa del Món de 1974 just abans de rebre la falta del penal.

Els Països Baixos es van enfrontar a l'amfitriona Alemanya Occidental a la final. Cruyff va arrencar i la pilota va passar al voltant de l'equip Orange 15 vegades abans de tornar a Cruyff, que després va córrer per davant de Berti Vogts i va acabar quan va rebre una falta per Uli Hoeneß a l'interior de l'àrea. El seu company d'equip Johan Neeskens va marcar des del punt de mira per donar als Països Baixos un avantatge d'1-0 i els alemanys encara no havien tocat la pilota. Durant la darrera meitat de la final, la influència es va sufocar amb el marcatge efectiu de Vogts, mentre que Franz Beckenbauer, Uli Hoeneß i Wolfgang Overath dominaven el mig del camp mentre Alemanya Occidental tornava a guanyar per 2-1.
Cruyff es va retirar del futbol internacional l'octubre de 1977, després d'haver ajudat l'equip nacional a classificar-se per a la següent Copa del Món. Sense ell, els Països Baixos van acabar de nou subcampions del Mundial. Inicialment, hi va haver dos rumors sobre la seva raó per la qual es va perdre la Copa del Món de 1978: o la va perdre per motius polítics (una dictadura militar estava al poder a l'Argentina en aquell moment), o que la seva dona el dissuadís de jugar. El 2008, Cruyff va declarar al periodista Antoni Bassas a Catalunya Ràdio que ell i la seva família van ser objecte d'un intent de segrest a Barcelona un any abans del torneig, i que això li havia provocat la retirada. "Per jugar una Copa del Món has d'estar bé al 200%, hi ha moments en què hi ha altres valors a la vida."

### Entrenador de futbol

#### Ajax
Després de retirar-se de jugar, Cruyff va seguir els passos del seu mentor Rinus Michels, entrenant a un jove equip de l'Ajax fins a la victòria a la Recopa d'Europa a la final de 1987 (1-0). Al maig i juny de 1985, Cruyff va tornar a l'Ajax. A la temporada 1985-86, el títol de lliga es va perdre davant el PSV de Jan Reker. A les temporades 1985-86 i 1986-87, l'Ajax va guanyar la Copa KNVB.
Va ser durant aquest període com a entrenador que Cruyff va poder implementar la seva formació tàctica preferida: tres defenses mòbils; més un de cobertura més, convertir-se, de fet, en un migcampista defensiu, dos migcampistes tocadors amb responsabilitats per alimentar els jugadors amb atacs, un segon davanter, dos extrems enganxats a la línia lateral i un davanter centre versàtil. A Holanda va destacar com un entrenador amb una gran visió del joc d'atac i també com un gran descobridor de talents, com per exemple Marco Van Basten o Dennis Bergkamp.

#### FC Barcelona
Als mesos posteriors a la seva marxa de l'Ajax, va semblar durant un temps que Cruyff marxaria a Heerenveen. Però després d'una oferta del Futbol Club Barcelona, l'exjugador va decidir tornar al seu antic club com a entrenador, fins a l'any 1996. Als Països Baixos, van sorgir objeccions a Espanya contra el seu nomenament com a entrenador. Cruyff tenia els diplomes necessaris, però li faltaven tres anys d'experiència com a entrenador. Malgrat aquesta manca, el nomenament de Cruyff va ser aprovat. Va succeir a l'entrenador interí Carles Rexach, bon amic de Cruyff durant la seva estada conjunta a Barcelona. Rexach va tornar a la seva antiga posició de segon entrenador i va començar a donar suport a Cruyff en la formació d'un nou equip que s'hauria de formar. Una gran part de la plantilla original de jugadors es va revoltar quan van exigir la sortida de la junta del club el 28 d'abril de 1988 durant una roda de premsa que ells mateixos havien organitzat a causa d'una disputa financera, que es va conèixer com el Motí de l'Hespèria. El president del club Núñez va acomiadar a tots els jugadors menys a nou.
A causa de la marxa de tants jugadors, Núñez i Cruyff van tenir tota la llibertat de posar les bases d'un equip que complís els seus propis desitjos. Van utilitzar una doble estratègia per a la creació del nou FC Barcelona. En primer lloc, s'havien de contractar els millors futbolistes nacionals i estrangers. Després, la resta de l'equip es complementaria amb talents del planter. La primera part de l'estratègia es va concretar amb adquisicions espanyoles com José Mari Bakero, Txiki Begiristain i Julio Salinas. Els reforços estrangers van aparèixer després de la primera temporada quan Ronald Koeman i Michael Laudrup van ser contractats el 1989 i Hristo Stoítxkov el 1990. Deu anys abans, Cruyff ja havia establert les bases per al flux de talent quan va donar a Núñez un consell important just abans de la seva sortida com a jugador: començar una acadèmia juvenil. Amb l'establiment de La Masia, Núñez va respondre a la seva crida, cosa que va permetre que Cruyff convoqués jugadors juvenils prometedors com Pep Guardiola, Guillermo Amor Albert Ferrer i Sergi Barjuán.
L'equip que va formar Cruyff va adoptar un estil de joc derivat del futbol total. Els punts de partida eren la tècnica i la possessió: el Barça havia de tenir la pilota al màxim, dominar el joc i no adaptar-se al rival. Als ulls de Cruyff, aconseguir punts no era el més important, només és una part del joc. Segons la seva filosofia, la clau per aconseguir resultats és jugar al futbol d'atac. La visió de Cruyff no només es va transmetre al primer equip, sinó que també es va utilitzar a les categories inferiors. D'aquesta manera, els talents dels joves podrien fer la transició al primer equip més fàcilment.
Amb el Barça va guanyar quatre Lligues espanyoles consecutives (fita que encara no s'ha igualat al club), i la Copa d'Europa de 1992, la primera del club, una Recopa i una Copa del Rei, 1 Supercopa d'Europa i 3 Supercopes d'Espanya. La Recopa d'Europa de 1989, que fou el primer trofeu de Johan Cruyff a la banqueta blaugrana va marcar l'inici de l'èxit del “Dream Team”. Posteriorment, la final de la Copa d'Europa de 1992 que el Barça va guanyar a l'Estadi de Wembley de Londres el 20 de maig de 1992, la primera Copa d'Europa del Barça, fou un partit que marcaria la història del club.
Les dues darreres temporades de l'holandès a l'equip, però, van ser decebedores i no es va aconseguir cap títol important. La temporada 95-96 fou tràgica futbolísticament: en solament deu dies, l'equip perdé la final de la Copa del Rei, caigué eliminat a les semifinals de la Copa de la UEFA i perdé l'enfrontament directe pel títol de lliga amb l'Atlètic de Madrid. Això precipità l'acomiadament de Cruyff, que, a conseqüència de les discrepàncies públiques amb el president Núñez, va sortir per la porta del darrere. Posteriorment, però, després d'uns quants litigis, tant el Club com l'holandès van arribar a un acord per celebrar un parell d'emotius partits d'homenatge al Camp Nou i a l'Amsterdam Arena (actualment Johan Cruijff Arena).

#### Selecció catalana

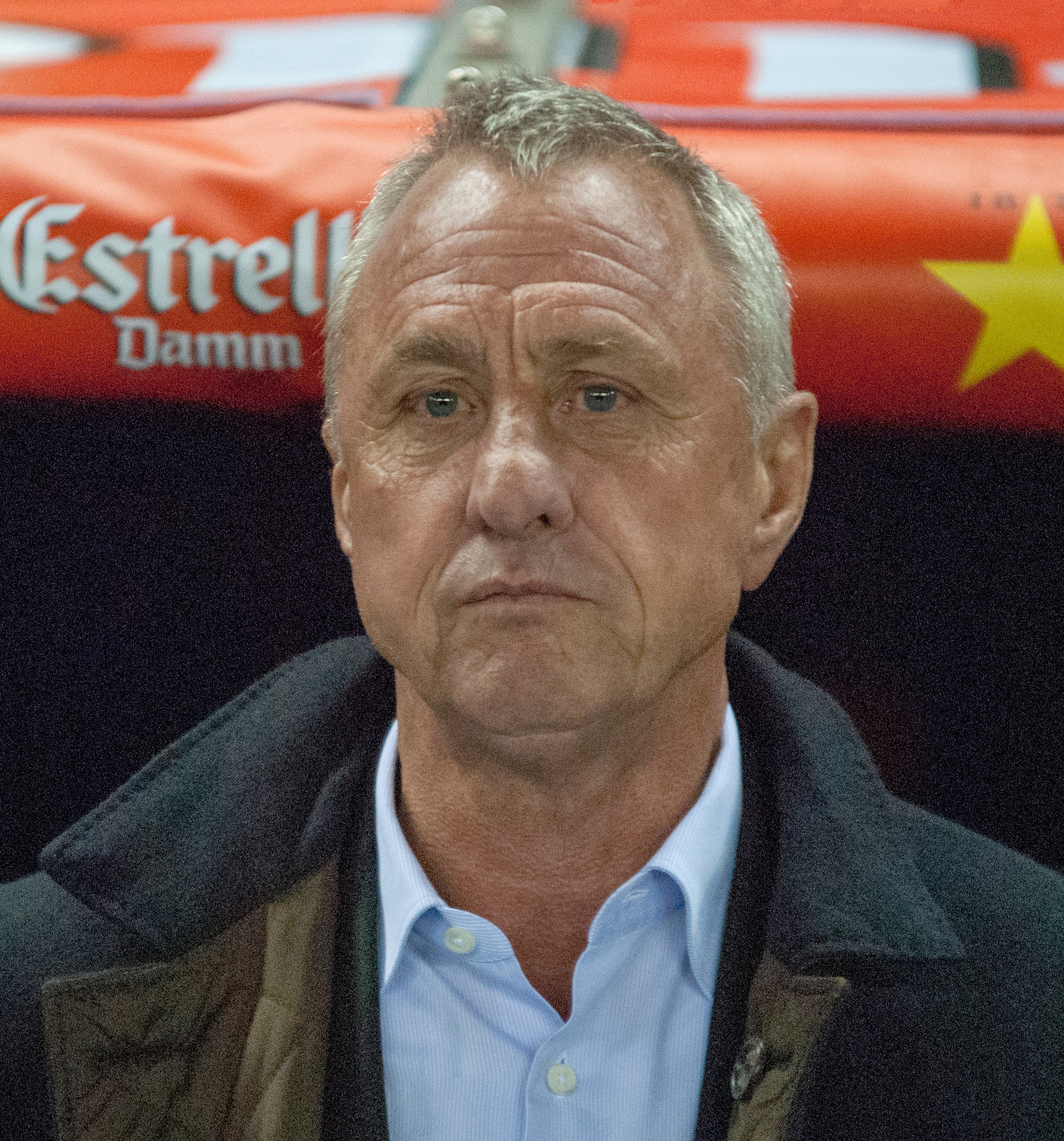
Cruyff a la banqueta de la selecció catalana.

El novembre del 2009 la Federació Catalana de Futbol va arribar a un acord amb Johan Cruyff perquè fos l'entrenador de la selecció catalana de futbol. Cruyff havia jugat dues vegades amb la selecció catalana. La primera va ser l'any 1973, en un partit que enfrontava Catalunya contra estrelles de la Lliga per recaptar fons contra unes inundacions a Múrcia. La segona vegada va ser el 1976, quan va participar en un Catalunya-Rússia al Camp Nou. Va fer de seleccionador entre 2009 i 2013, fins al Trofeu Catalunya Internacional 2012 de 3 de gener de 2013 que la selecció va jugar contra la selecció de Nigèria, un partit disputat a l'Estadi de Cornellà-El Prat, que va acabar en empat a 1.

### Fora dels estadis
El 1995 va crear la Fundació Johan Cruyff, una institució benèfica fundada a Barcelona per donar suport a projectes esportius dirigits a nens amb discapacitat, amb la idea del paper essencial que l'esport té en el seu desenvolupament i millora de la qualitat de vida.
El 1999 va rebre el premi Marca Leyenda. El novembre del 2003 va ser nomenat Golden Player neerlandès com el futbolista del país més destacat dels darrers 50 anys. El 2006 li va ser concedida la Creu de Sant Jordi pel Govern de la Generalitat de Catalunya.
El 2008 va refusar de parlar en català a Catalunya Ràdio al·legant que no el parlava perquè «creia que calia ser més internacional». Aquell mateix any va rebre la proposta del president Laporta de tornar a entrenar el primer equip després dels mals resultats de Frank Rijkaard, però ho va rebutjar i va aconsellar a Laporta que mantingués Rijkaard i a l'estiu contractàs Pep Guardiola, exjugador del club.
Durant els anys 70 va defensar a algunes entrevistes el fet diferencial català, i malgrat les dificultats que li posaren al registre civil, li va posar al seu fill el nom de Jordi. El novembre de 2014 va signar el manifest «Deixin votar els catalans», juntament amb altres personalitats internacionals.
El 22 d'octubre de 2015, Johan Cruyff va fer públic que patia un càncer de pulmó, a conseqüència del qual va morir mesos més tard. Les seves restes foren incinerades.

### Malaltia i mort
L'octubre de 2015, Cruyff, conegut fumador fins que va haver de superar una operació a cor obert el 1991, va ser diagnosticat de càncer de pulmó. Després de deixar de fumar el 1991, quan havia estat operat, va prendre l'hàbit de xuclar piruletes quan mirava partits de futbol. Apareixia en un anunci de la conselleria de salut de Catalunya, explicant: «el futbol m'ho ha donat tot a la vida; en canvi fumar gairebé m'ho treu». El febrer de 2016 va explicar que estava guanyant la batalla contra el càncer, però el 24 de març següent va morir d'aquesta malaltia, als 68 anys, envoltat de la seva família, a Barcelona. Des de 1992, vivia en una torre de la Bonanova, al carrer de Margenat amb Escoles Pies 116.

## Estil i visió de joc
A finals dels anys seixanta ja demostrava les seves idees revolucionàries. Va fer embogir a tothom a l'Ajax no només imposant les seves nocions tàctiques, sinó també prenent la iniciativa de negociar les seves condicions salarials. Les audaces idees de Cruyff es van combinar amb l'ambició igualment audaç d'un professor de gimnàstica per a nens sords, Rinus Michels, quan es van conèixer el 1965 a l'Ajax, on va arribar a ser entrenador. Michels tenia previst transformar el club, un equip semiprofessional que jugava a l'est d'Amsterdam, en un equip internacional de primera categoria, el que ell i Cruyff aconseguirien en sis anys.
La seva fitxa publicada en una edició especial de Scoreboard sobre els cent millors jugadors del segle xx, dels quals va ser elegit per la revista com el tercer, només per darrere del guanyador Pelé i de Diego Armando Maradona, va ser molt sincera en la "posició" del camp, on estava escrit "tot menys de porter". A diferència del brasiler i l'argentí, Cruyff no era tan malabarista, més semblant a l'estil d'un dels seus ídols, Alfredo Di Stéfano; els seus actius es concentraven en la velocitat, la intuïció, la intel·ligència i l'objectivitat en el camp, dictant un joc de toc ràpid en què els jugadors no tenien posicions fixes, intercanviant-les constantment, amb l'evident excepció del porter, que no obstant això va tenir la seva contribució al "sistema", tenint el paper d'iniciar els atacs. L'anomenat "futbol total" va aparèixer al darrere de Cruyff, un jugador amb fam de joc, així com amb fam de pilota, anava darrere del camp per marcar l'adversari i prendre-se-la, amb totes les condicions per a això: tenia una respiració privilegiada, era prim, excel·lent en el control de velocitat i ja pensava quins moviments podria fer fins i tot abans de rebre la pilota.
No dubtava en guiar els seus companys: fins i tot amb la possessió de la pilota, continuava parlant i ordenant el posicionament dels seus companys, controlant el ritme i les tàctiques del seu equip; com un director, dirigint una orquestra amb constants improvisacions en funció de la situació del partit; tot i que jugava més com un centreampista, semblava estar a tot arreu, corrent des de l'extrem esquerre, caient al mig, ordenant intercanvis regulars de posicions. Frank Rijkaard, un dels seus deixebles, afirmaria que Diego Maradona podia guanyar un partit tot sol, però no tenia el talent de Cruyff per canviar les tàctiques de l'equip per guanyar el partit. Individualment, també va innovar amb les seves puntades, donant la impressió que tenia quatre cames; fins aleshores, pocs donaven puntades de peu amb la part exterior del peu. Era capaç d'accelerar jugades ja molt accelerades, deixant enrere els contrincants. Capaç de donar voltes en espais reduïts, llançaments llargs, regats fàcils, de ser un bon jugador amb el cap i golejador.
D’altra banda, la seva personalitat càlida i que no acceptava ordres, un possible romanent per la pèrdua prematura del seu pare, faria que Michels contractés dos terapeutes per atendre el nen, amb un que va diagnosticar que "Cruyff realment refusa l'autoritat perquè compara inconscientment a tothom amb el seu pare". La seva naturalesa desafiant el va servir per trencar els estàndards i lliurar les veritats establertes. Dintre del camp, mentrestant, l'associació amb Michels seria un èxit.

## Llegat

### Països Baixos
Al futbol dels Països Baixos hi ha un abans i un després de Cruyff. Gràcies a la generació simbolitzada per ell, l'equip neerlandès va esdevenir un dels més respectats del món. Actualment, però, no és sobre les seves idees que es basa el joc "Oranje". Arthur van den Boogard, el cronista esportiu del país, ho va anomenar "post-Cruijff". El revolucionari, que ja no era unànime, va fer trontollar la seva imatge ja que els seus pensaments ja no encaixaven en la realitat del futbol actual, com ara la falta d'extrems. També va perdre popularitat com a comentarista d'esports als programes de televisió del país, un paper que havia tingut amb èxit a la dècada de 1990.
La seva obsessió pel benestar del futbol nacional va fer que Cruyff arribés a l'extrem de fer declaracions de repudi de l'aleshores ministra d'Immigració del país, Rita Verdonk. Coneguda per la seva estricta política sobre la concessió de la ciutadania holandesa, la ministra no la va atorgar a Salomon Kalou. A la vigília de la Copa del Món de futbol de 2006, el jugador havia rebutjat les trucades del seu país natal, Costa d'Ivori, classificat per a la Copa del Món i que tenia el seu germà, Bonaventure - perquè volia actuar per als Països Baixos, però per això necessitava un procés accelerat per poder naturalitzar-se. Malgrat les crides de l'entrenador Marco van Basten, que el veia com una bona alternativa a Arjen Robben i Robin van Persie, la ministre va rebutjar-ho, Kalou va quedar fora de la Copa i més tard va decidir acceptar la selecció nacional ivoriana. Cruyff culparia a Verdonk quan els holandesos van ser eliminats: "Vull dir que un ministre està al servei de l'interès del país, i és clar que ella (Verdonk) no va fer això".
La seva reputació es va deteriorar encara més després d'un breu període a l'AFC Ajax el febrer de 2008, un any després que fos honrat al club amb la retirada de la samarreta 14, que portava. Cruyff va aparèixer proclamant-se el salvador de l'equip, generant una onada de commoció. Tota la direcció del club dimitiria l'endemà, deixant l'Ajax en mans de l'antiga estrella. Amb la idea de tornar a organitzar el club a partir de les categories base de l'equip, va demanar la dimissió de tots els responsables de la seva pèrdua de prestigi. En fer-ho, va acabar caient amb el seu pupil Marco van Basten, al qual va cridar per ser l'entrenador principal. Cruyff va concloure llavors, disset dies després de la seva proclama, que no tenia res més a fer al club.
La seva preocupació per la direcció de les categories inferiors estava fonamentada: l'Ajax havia deixat de revelar talents quant a la quantitat i la qualitat que existien a principis dels anys noranta, quan va collir els fruits de la profunda organització de Cruyff; bona part de l'equip que va guanyar l'equip de la Lliga de Campions de la UEFA 1994-95 (el quart i últim títol del club, que va canviar el seu nou nom el 1993) estava format per joves que estaven a les divisions de base que tant va prioritzar quan era tècnic. Qui va sobreviure a la bogeria de Cruyff - ell, per exemple, fins i tot va utilitzar atacants nats com Dennis Bergkamp a la part posterior per fer-los aprendre com pensa l'adversari i també va portar un tenor per ensenyar a respirar millor als jugadors - semblava destinat a tenir un protagonisme futur: de l'equip campió d'Europa aquell any, havien estat entrenats al club durant el seu període al cos tècnic Michael Reiziger, els germans Frank i Ronald de Boer, Clarence Seedorf, Edgar Davids i Patrick Kluivert (que van revelar haver estat en la mateixa situació que Bergkamp). Una altra joia de la casa va ser Frank Rijkaard, després de no haver aguantat els pensaments del tècnic en aquell moment.
El seu menyspreu pel futbol poc espectacular faria que, disgustat per la direcció del futbol neerlandès, declarés que animaria contra el seu propi país a la final de la Copa del Món de futbol 2010. L'adversari era Espanya, plena de jugadors del FC Barcelona i que aprofitava la filosofia d'aquest club, promoguts per Cruyff anys abans.
Al començament de la temporada 2010/11 aviat es va fer evident que l'Ajax ja no podia mantenir-se en la forma de la temporada anterior. Després d'una derrota contra el Reial Madrid a la Lliga de Campions, Cruyff va començar a expressar fortes crítiques des del 20 de setembre amb les seves columnes a "De Telegraaf" al joc i la direcció de l'equip. Amb els pobres resultats, les crítiques també van créixer entre els seguidors, i Cruyff va rebre cada vegada més suport. A la seva columna del 15 de novembre, va cridar a l'acció entre els jugadors de l'Ajax. L'objectiu era tenir els vuit escons vacants del Consell de Membres ocupats per exjugadors de futbol durant la Junta General de Membres del 14 de desembre. Per a gran consternació de Cruyff, això només va consistir en persones que no tenien formació futbolística. Els exjugadors de l'Ajax van respondre massivament a la trucada. Dirigits per Keje Molenaar, Barry Hulshoff, Aron Winter, Dick Schoenaker, Peter Boeve, Edo Ophof, Co Meijer, Dirk de Groot i el propi Molenaar són candidats. L'acció de Cruijff va ser ràpidament etiquetada als mitjans com la Fluwelen Revolutie (Revolució de vellut). Després de la reunió de membres generals del 14 de desembre, es va anunciar que set dels vuit exjugadors de futbol que es van posar a disposició eren elegits per al nou consell de membres. L'altre, Edo Ophof, s'havia retirat a primera hora del vespre sense explicar el motiu.
El mateix Cruyff també va tornar oficialment a l'Ajax, quan el club va anunciar el 10 de febrer de 2011 que s'afegia al grup com assessor tècnic. La nova aventura a Amsterdam va causar una sèrie de controvèrsies dins de la companyia, com ara empènyer Rik van den Boog, director general, a dimitir. A partir del 7 de juny, també va esdevenir membre del consell executiu, juntament amb Edgar Davids i sota la nova presidència de Steven ten Have.
Al novembre del mateix any Cruyff es va queixar que no havia estat informat de la contractació dels nous executius Louis van Gaal, Martin Sturkenboom i Danny Blind, comentant així la decisió del consell d'administració: "Aquí es van tornar bojos"; en aquesta ocasió, el seu company Davids també el va acusar d'haver-se dirigit a ell mitjançant epítets racistes.
El 28 del mateix mes Cruyff, juntament amb els entrenadors del futbol base Wim Jonk, Dennis Bergkamp, Bryan Roy, Ronald de Boer, John Bosman, Jaap Stam, Marc Overmars, Michel Kreek, Orlando Trustfull i Dean Gorré van anunciar que prendria accions legals, creient que els compromisos dels tres nous executius podrien canviar l'enfocament tècnic adoptat pel club; l'endemà Rob Been, president del consell d'administració, va demanar a Cruyff que deixés el club en nom del consell de directors.
Un consell electoral provisional va dirigir l'empresa blanca i vermella fins al 12 de desembre, quan el nou consell va ser elegit en substitució dels cinc membres anteriors de la junta, convidats a deixar la taula. El 7 de febrer de 2012 es va pronunciar la sentència segons la qual el nomenament de van Gaal com a director general hauria estat irregular, de manera que tres dies després el consell (quatre consellers més Cruyff, que es quedava com a consultor) va renunciar juntament amb Martin Sturkenboom i Danny Blind. El 14 d'abril següent va deixar el càrrec d'executiu.

### Barcelona

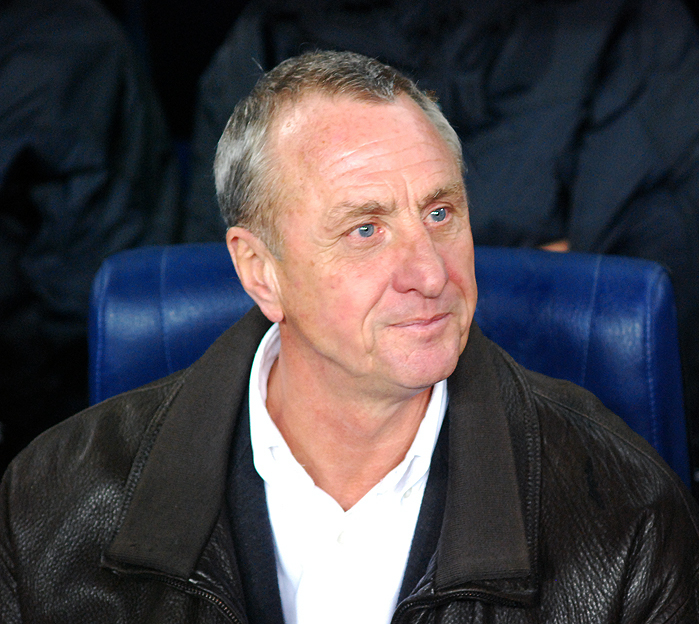
Cruyff a les tribunes del Camp Nou, el 2009.

Si l'Ajax hagués deixat de banda els projectes iniciats per Cruyff, al FC Barcelona, on va intentar fer el mateix treball, va ser diferent: actualment, el futbol base barceloní té dotze equips, cadascun amb un màxim de 24 jugadors. La majoria dels entrenadors tenen la llicència de UEFA per gestionar les categories inferiors del Barça, considerat el major productor de jugadors d'alt nivell, i trigant fins a 15 anys a formar un atleta. "Potser el major llegat de Cruijff és la metodologia que va portar al club", va dir José Ramón Alexanko, capità de l'anomenat Dream Team que va guanyar la primera Copa d'Europa sota la seva direcció el 1992. Segons el mateix Cruyff, la filosofia a seguir era que, com que sempre hi ha una persona darrere del jugador, cal educar-la en la tècnica del joc, en el seu caràcter i en intel·ligència".
Segons Alexanko, el Barça continua buscant dels jugadors l'excel·lència tècnica, la força mental, el ritme i el pensament ràpid al terreny de joc. La majoria dels jugadors d'aquesta categoria ja juguen de davanters i els convertim en defensors, normalment quan tenen 16 anys (...). Un jugador també ha d'estimar la insígnia del club, els colors de la samarreta". Jorge Valdano, director esportiu de l'arxirival Reial Madrid, va declarar que "Cruyff va deixar un testament ideològic a Barcelona, treballant sobre el gust futbolístic de l'espectador, a qui va educar. (...) Fins al punt que avui és impossible triomfar a Barcelona sense jugar bé el futbol. A Barcelona és com un oracle."
Entre els jugadors als que va donar l'oportunitat directament Cruyff (que també inauguraria la bona relació del club amb futbolistes i entrenadors holandesos) a l'equip principal, els més famosos són Albert Ferrer, Josep Guardiola, Carles Busquets, Thomas Christiansen i Sergi Barjuan, a més del seu fill Jordi Cruyff. Amb el progrés del futbol base del club, el Barcelona també es llançaria després de la seva sortida Carles Puyol, Pepe Reina, Thiago Motta, Albert Luque, Xavi Hernández, Andrés Iniesta, Víctor Valdés, Oleguer Presas, Lionel Messi, Cesc Fàbregas, Gerard López, Mikel Arteta, Luis García, Giovani dos Santos, Bojan Krkić, Gerard Piqué, Fran Mérida, Sergio Busquets, Pedro, entre d'altres. Guardiola es convertiria en un entrenador amb gran èxit al comandament d'alguns d'aquests joves, promovent un joc ofensiu i emotiu independentment de la força de l'adversari i el lloc de sortida, en el que atribueix a les lliçons que va tenir de l'holandès: "Els meus equips juguen al futbol de la manera que crec que s'ha de jugar, però la base ve d’abans, del meu mentor, de Cruyff."
La Selecció Espanyola de Futbol seria el campió del Copa del Món 2010 basant-se en els jugadors i la filosofia de possessió de pilota del FC Barcelona (Puyol, Xavi, Iniesta, Piqué, Valdés, Busquets, Pedro, Fàbregas i Reina van formar part del planter dels campions; van començar els primers quatre, i Puyol –a la semifinal– i Iniesta –a la final– van marcar els gols decisius). El mateix grup de jugador també va guanyar les Eurocopes de 2008 i 2012 on van ser escollits com millors jugadors Xavi i Iniesta respectivament.

### Anomenats a partir de Cruyff/Cruijff
- Gir de Cruyff (o Cruijff), un regat perfeccionat per Cruyff. Va ser utilitzat per Cruyff a la Copa del Món de 1974, vista per primera vegada en el partit d'Holanda contra Suècia i aviat molt imitada.
- Johan Cruijff Schaal és el nom oficial de la Supercopa nnerlandesa, un trofeu de futbol als Països Baixos.
- Premi Johan Cruyff o Futbolista holandès de l'any (neerlandès: Nederlands Voetbal Talent van het Jaar), el títol es concedeix als Països Baixos des de 1984 per a futbolistes menors de 21 anys. El premi Talent holandès de l'any de futbol va ser substituït pel Trofeu Johan Cruyff  (Johan Cruijff Prijs en neerlandès) el 2003.
- 14282 Cruijff, l'asteroide (planeta menor) va ser anomenat per Cruyff. La Unió Astronòmica Internacional (UAI) va ratificar oficialment el nom de Cruijff el 23 de setembre de 2010.
- Johan Cruyff Institute, una institució educativa, fundada per Johan Cruyff, dirigida a l'educació d'esportistes, professionals de l'esport i dels negocis en el camp de la gestió esportiva, màrqueting esportiu, negoci del futbol, patrocini i coaching a través d'una xarxa que actualment compta amb cinc instituts Johan Cruyff (postgrau i formació executiva), tres Johan Cruyff Academy (formació de postgrau) i cinc Johan Cruyff College (formació professional).
- Johan Cruyff Foundation, fundada el 1997 a partir del desig de Cruyff de donar als nens la possibilitat de jugar i ser actius.
- Johan Cruyff Academy, ofereix als esportistes d'elit l'oportunitat d'equilibrar els esports amb un programa de llicenciatura en administració d'empreses de quatre anys en màrqueting esportiu, una pista d'aprenentatge de l'economia comercial. Hi ha la Johan Cruyff Academy a Amsterdam, Groningen i Tilburg. Aquestes acadèmies Johan Cruyff formen part de les universitats holandeses de ciència aplicada.
- Johan Cruyff College, ofereix als esportistes d'elit de tot tipus d'esports l'oportunitat d'equilibrar l'esport amb l'ensenyament professional. Els programes del Johan Cruyff College estan dissenyats per a estudiants que practiquen esports als nivells més alts dels Països Baixos i s'imparteixen en neerlandès. Hi ha cinc Johan Cruyff College als Països Baixos: a Amsterdam, Enschede, Groningen, Nimega i Roosendaal. Cada Johan Cruyff College forma part d'un Centre d'Educació Regional o ROC, centres acadèmics administrats pel govern neerlandès.
- Estadi Johan Cruyff estadi del futbol base i femení del FC Barcelona.
- Johan Cruyff Arena, conegut prèviament com Amsterdam Arena.

## Estadístiques

### Jugador

#### Club
| Club                 | Temporada | Lliga   | Lliga | Copa    | Copa | Continental | Continental | Total   | Total |
| Club                 | Temporada | Partits | Gols  | Partits | Gols | Partits     | Gols        | Partits | Gols  |
| -------------------- | --------- | ------- | ----- | ------- | ---- | ----------- | ----------- | ------- | ----- |
| AFC Ajax             | 1964/65   | 9       | 4     | 0       | 0    | 0           | 0           | 9       | 4     |
| AFC Ajax             | 1965/66   | 19      | 16    | 4       | 9    | 0           | 0           | 23      | 25    |
| AFC Ajax             | 1966/67   | 30      | 33    | 5       | 5    | 6           | 3           | 41      | 41    |
| AFC Ajax             | 1967/68   | 33      | 25    | 5       | 6    | 3           | 2           | 41      | 33    |
| AFC Ajax             | 1968/69   | 29      | 24    | 3       | 3    | 10          | 6           | 42      | 33    |
| AFC Ajax             | 1969/70   | 33      | 22    | 5       | 6    | 8           | 4           | 46      | 32    |
| AFC Ajax             | 1970/71   | 25      | 21    | 6       | 5    | 6           | 1           | 37      | 27    |
| AFC Ajax             | 1971/72   | 32      | 25    | 4       | 3    | 9           | 5           | 45      | 33    |
| AFC Ajax             | 1972/73   | 26      | 16    | -       | -    | 6           | 3           | 32      | 19    |
| AFC Ajax             | 1973/74   | 2       | 3     | -       | -    | -           | -           | 2       | 3     |
| FC Barcelona         | 1973/74   | 26      | 16    | -       | -    | -           | -           | 26      | 16    |
| FC Barcelona         | 1974/75   | 30      | 7     | -       | -    | 8           | 0           | 38      | 7     |
| FC Barcelona         | 1975/76   | 29      | 6     | -       | -    | 9           | 2           | 38      | 8     |
| FC Barcelona         | 1976/77   | 30      | 14    | -       | -    | 7           | 5           | 37      | 19    |
| FC Barcelona         | 1977/78   | 28      | 5     | 7       | 1    | 10          | 5           | 45      | 11    |
| Los Angeles Aztecs   | 1979      | 27      | 14    | -       | -    | -           | -           | 27      | 14    |
| Washington Diplomats | 1980      | 27      | 10    | -       | -    | -           | -           | 27      | 10    |
| Llevant UE           | 1980/81   | 10      | 2     | -       | -    | -           | -           | 10      | 2     |
| Washington Diplomats | 1981      | 5       | 2     | -       | -    | -           | -           | 5       | 2     |
| AFC Ajax             | 1981/82   | 15      | 7     | 1       | 0    | 6           | 3           | 23      | 10    |
| AFC Ajax             | 1982/83   | 21      | 7     | 7       | 3    | 2           | 0           | 30      | 10    |
| Feyenoord            | 1983/84   | 33      | 11    | 7       | 1    | 4           | 1           | 44      | 13    |
| Totals carrera       | 1964–1984 | 519     | 290   | 54      | 42   | 88          | 37          | 661     | 369   |

#### Selecció
| Any  | Partits | Gols |
| ---- | ------- | ---- |
| 1967 | 9       | 2    |
| 1968 | 4       | 1    |
| 1969 | 1       | 1    |
| 1970 | 3       | 0    |
| 1971 | 2       | 4    |
| 1972 | 5       | 6    |
| 1973 | 4       | 4    |
| 1974 | 14      | 8    |
| 1975 | 3       | 5    |
| 1976 | 3       | 2    |
| 1977 | 2       | 0    |

### Resum estadístic
|                      | Partits | Gols | Mitjana |
| -------------------- | ------- | ---- | ------- |
| Lliga                | 519     | 290  | 0.56    |
| Copes nacionals      | 54      | 39   | 0.72    |
| Copes internacionals | 89      | 38   | 0.43    |
| Selecció             | 48      | 33   | 0.69    |
| TOTAL                | 711     | 405  | 0.56    |

### Entrenador
| Club/Selecció | Temporada | Partits entrenats | Victòries | Empats | Derrotes |
| ------------- | --------- | ----------------- | --------- | ------ | -------- |
| AFC Ajax      | 1985/86   | 34                | 25        | 2      | 7        |
| AFC Ajax      | 1986/87   | 34                | 25        | 3      | 6        |
| AFC Ajax      | 1987/88   | 18                | 12        | 2      | 4        |
| FC Barcelona  | 1988/89   | 38                | 23        | 11     | 4        |
| FC Barcelona  | 1989/90   | 38                | 23        | 5      | 10       |
| FC Barcelona  | 1990/91   | 33                | 22        | 6      | 5        |
| FC Barcelona  | 1991/92   | 38                | 23        | 9      | 6        |
| FC Barcelona  | 1992/93   | 38                | 25        | 8      | 5        |
| FC Barcelona  | 1993/94   | 38                | 23        | 5      | 10       |
| FC Barcelona  | 1994/95   | 38                | 18        | 10     | 10       |
| FC Barcelona  | 1995/96   | 40                | 21        | 13     | 6        |
| Catalunya     | 2009      | 1                 | 1         | 0      | 0        |
| Catalunya     | 2010      | 1                 | 1         | 0      | 0        |
| Catalunya     | 2011      | 1                 | 0         | 1      | 0        |
| Catalunya     | 2013      | 1                 | 0         | 1      | 0        |

## Palmarès

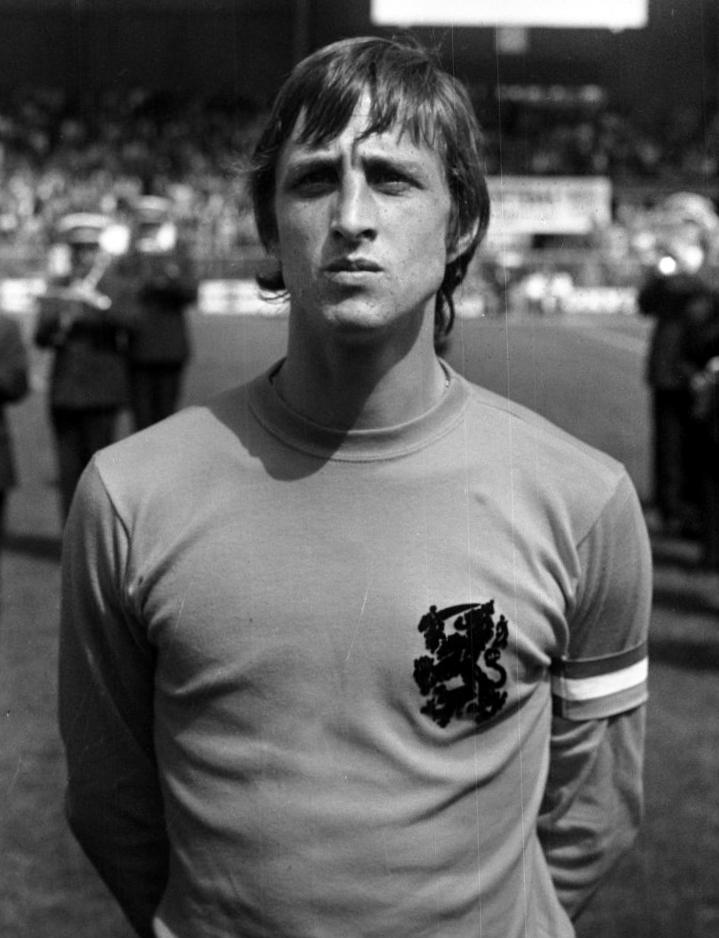
Cruyff amb la selecció holandesa, 1974

### Com a jugador
Ajax
- 8 Eredivisie: 1965–66, 1966–67, 1967–68, 1969–70, 1971–72, 1972–73, 1981–82, 1982–83
- 5 KNVB Cup: 1966–67, 1969–70, 1970–71, 1971–72, 1982–83
- 1 Copa Intertoto de la UEFA: 1968
- 3 Copes d'Europa: 1970–71, 1971–72, 1972–73
- 1 Supercopa d'Europa: 1972
- 1 Copa Intercontinental: 1972

Barcelona
- 1 Lliga: 1973–74
- 1 Copa del Rei: 1977–78

Feyenoord
- 1 Eredivisie: 1983–84
- 1 KNVB Cup: 1983–84

Països Baixos
- 1 finalista de la Copa del Món: 1974
- 1 tercera plaça a l'Eurocopa: 1976

### Com a entrenador
Ajax
- 2 KNVB Cup: 1985–86, 1986–87
- 1 Recopa d'Europa de futbol: 1987

Barcelona

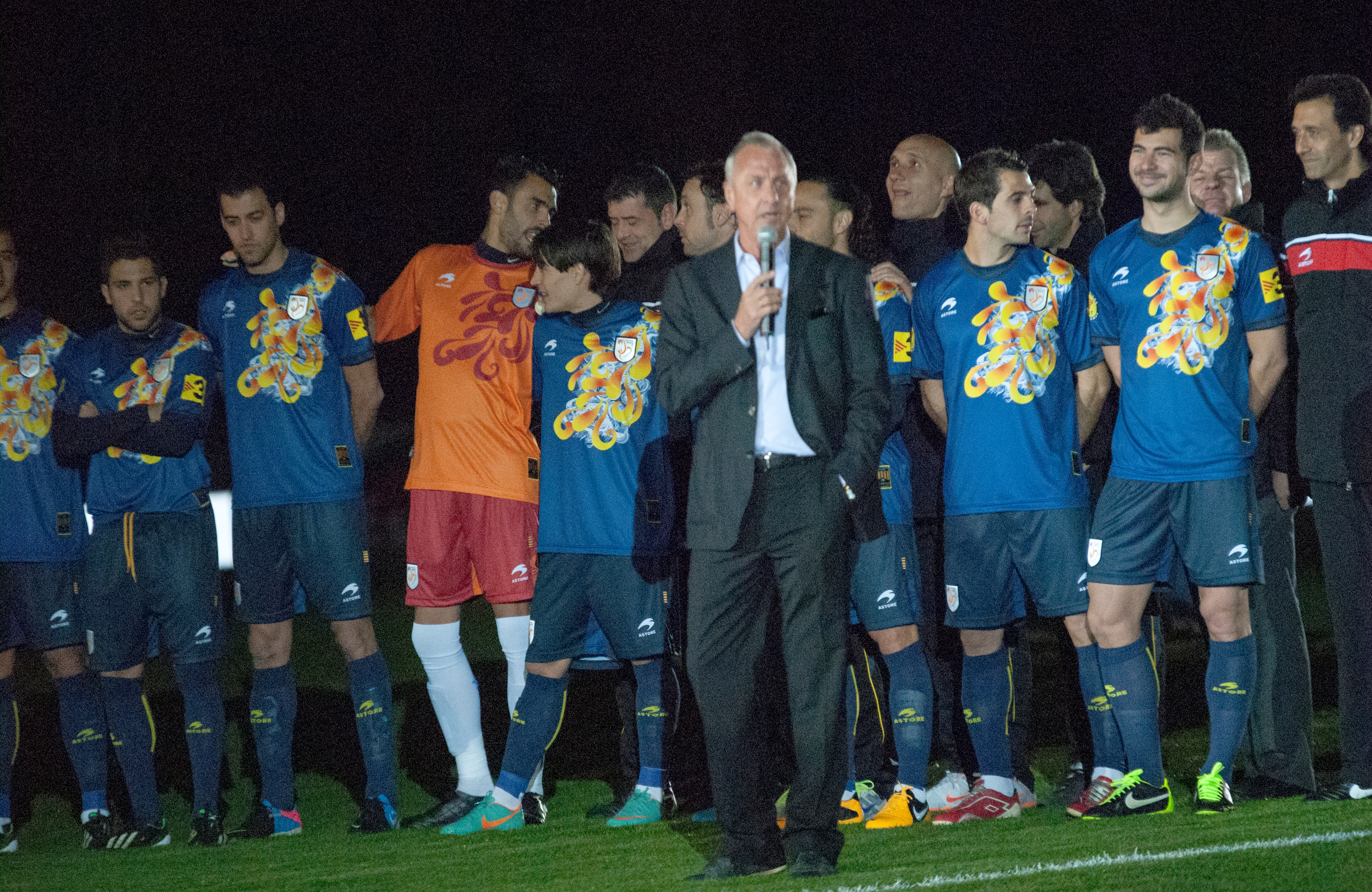
Cruyff, com a entrenador de la selecció catalana.

- 4 Lligues: 1990–91, 1991–92, 1992–93, 1993–94
- 1 Copa del Rei: 1989–90
- 3 Supercopes d'Espanya: 1991, 1992, 1994
- 1 Copa d'Europa: 1991–92 i 1 subcampionat 1993–94
- 1 Supercopa d'Europa: 1992
- 1 Recopa d'Europa de futbol: 1989[48] i 1 subcampionat: 1991

### Individual
Com a jugador

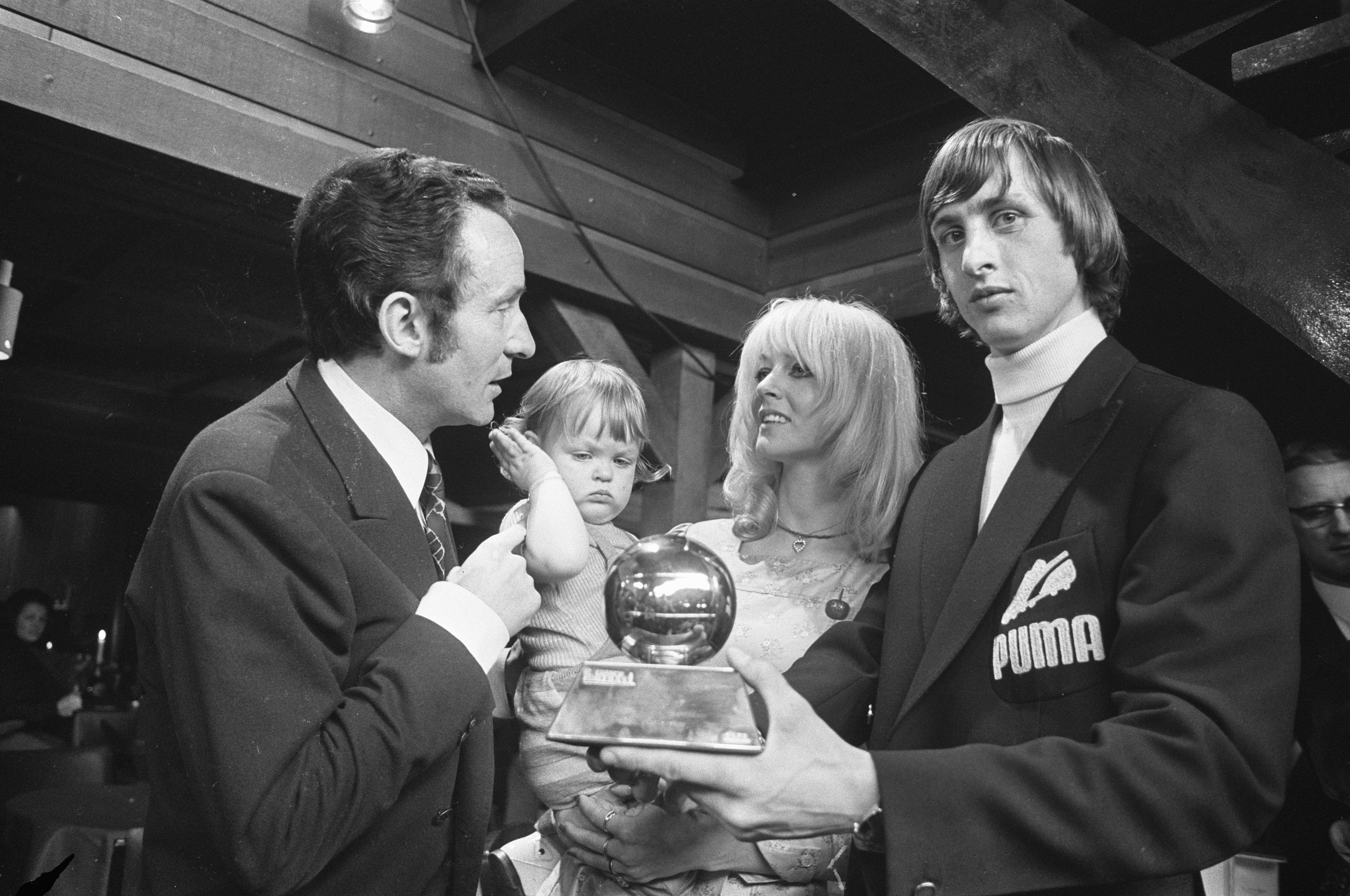
Cruyff rep la Pilota d'Or el 1971

- 3 Premis al millor futbolista neerlandès: 1968,[98] 1972,[99] 1984
- 3 Pilotes d'Or: 1971, 1973, 1974
- 2 Premis al millor esportista neerlandès de l'any: 1973, 1974
- 1 FIFA World Cup Golden Ball: 1974
- 1 FIFA World Cup All-Star Team: 1974
- 2 Premi Don Balón: 1977, 1978
- 1 North American Soccer League MVP: 1979
- 1 Copa del Món de Futbol All-Time Team: 1994
- 1 Copa del Món de Futbol Dream Team: 2002
- 1 World Team of the 20th Century
- FIFA 100
- Premi World Soccer al millor XI de tots els temps: 2013

Com a entrenador
- Premi World Soccer al millor entrenador de l'any: 1987
- 2 Premis Don Balón al millor entrenador de l'any: 1991, 1992
- 2 Premis Onze d'Or al millor entrenador de l'any: 1991, 1992

## Filmografia
- Johan Cruijff – En un momento dado (2004), documental de Ramon Gieling sobre la vida de Johan Cruyff.
- Documental TVE (2013), Connexió Vintage – Johan Cruyff
- L'últim partit. 40 anys de Johan Cruyff a Catalunya (2014), documental dirigit per Jordi Marcos. (70 min)

## Imitadors
A causa de la manera d'expressar-se i la veu específica de Cruyff, així com la seva notorietat, hi havia força persones que l'imitaven. A continuació es mostra una selecció:
- René van den Berg, presentador de televisió
- Rinie van den Elzen, actor de veu
- Edwin Evers, radio-dj
- Kasper van Kooten, humorista, actor
- Jochem Myjer, humorista
- Viggo Waas, humorista
- Xavier Martin, humorista[100]
- Jordi Rios, actor[101]